# Khủng hoảng Iran 1946
Khủng hoảng Iran 1946, còn gọi là Khủng hoảng Azerbaijan (tiếng Ba Tư: غائلهٔ آذربایجان, đã Latinh hoá: Qā'ele-ye Āzarbāyejān) theo nguồn tin của Iran, là một trong những cuộc khủng hoảng đầu tiên của Chiến tranh Lạnh, bắt nguồn từ việc lãnh tụ Liên Xô Joseph Stalin từ chối chấm dứt chiếm đóng lãnh thổ Iran dù vẫn cứ liên tục hứa hẹn rút quân. Lẽ ra, sau khi Chiến tranh thế giới thứ hai kết thúc, lực lượng Đồng Minh phải chấm dứt chiếm đóng Iran. Tuy nhiên, thay vào đó, những người Iran thân Liên Xô lại tuyên bố thành lập Chính phủ Nhân dân Azerbaijan và tổ chức ly khai của người Kurd, Cộng hòa Mahabad. Việc Hoa Kỳ gây áp lực buộc Liên Xô phải rút quân là bằng chứng sớm nhất về sự thành công của chiến lược mới Học thuyết Truman và chính sách ngăn chặn.
Vào khoảng tháng 8–tháng 9 năm 1941, Iran Pahlavi đã bị Hồng quân Liên Xô ở phía bắc và quân đội Anh ở trung tâm và phía nam xâm lược. Mỹ và Anh sử dụng Iran làm tuyến đường vận chuyển để cung cấp vật tư quan trọng cho các hoạt động chiến tranh của Liên Xô.
Sau khi tràn vào chiếm đóng Iran, các lực lượng Đồng Minh đã cam kết rút khỏi Iran trong vòng sáu tháng sau khi chiến tranh chấm dứt. Tuy nhiên, khi đến hạn cuối rút quân vào đầu năm 1946, Liên Xô, dưới sự lãnh đạo của Joseph Stalin, vẫn ở lại Iran. Chẳng bao lâu sau, liên minh giữa lực lượng người Kurd và Chính phủ Nhân dân Azerbaijan, được Liên Xô hỗ trợ về vũ khí và huấn luyện, đã giao tranh với lực lượng Iran, khiến tổng cộng 2.000 người thiệt mạng. Cuộc đàm phán của thủ tướng Iran Ahmad Qavam và áp lực ngoại giao của Hoa Kỳ đối với Liên Xô cuối cùng đã buộc Liên Xô phải rút quân và giải thể các quốc gia ly khai Azeri và tổ chức người Kurd.